# Euphorbia wellbyi
Euphorbia wellbyi är en törelväxtart som beskrevs av Nicholas Edward Brown. Euphorbia wellbyi ingår i släktet törlar, och familjen törelväxter.

## Underarter
Arten delas in i följande underarter:
- E. w. glabra
- E. w. wellbyi